# Emanuele Virgilio
Emanuele Virgilio (Venosa, 3 agosto 1868 – Tortolì, 27 gennaio 1923) è stato un vescovo cattolico italiano.

## Biografia
Nato da Antonio, negoziante di tessuti di origine pugliese, e Teresa D'Andretta, crebbe sotto l'influenza del canonico Saverio D'Andretta, cugino di sua madre. In giovane età, Virgilio entrò nel seminario di Venosa, divenendo in seguito insegnante di lettere prima e rettore dopo.
Nel maggio 1891 fu ordinato sacerdote. Impegnato sulla situazione nel Mezzogiorno, istituì nel 1901 la Cassa Rurale di Depositi e Prestiti San Felice Martire, con l'obiettivo di aiutare gli agricoltori poveri e vittime degli usurai.
Nel maggio 1910 fu nominato vescovo dell'Ogliastra, con sede a Tortolì.
Morì nel 1923.

## Genealogia episcopale
La genealogia episcopale è:
- Cardinale Scipione Rebiba
- Cardinale Giulio Antonio Santori
- Cardinale Girolamo Bernerio, O.P.
- Arcivescovo Galeazzo Sanvitale
- Cardinale Ludovico Ludovisi
- Cardinale Luigi Caetani
- Cardinale Ulderico Carpegna
- Cardinale Paluzzo Paluzzi Altieri degli Albertoni
- Papa Benedetto XIII
- Papa Benedetto XIV
- Papa Clemente XIII
- Cardinale Bernardino Giraud
- Cardinale Alessandro Mattei
- Cardinale Pietro Francesco Galleffi
- Cardinale Giacomo Filippo Fransoni
- Cardinale Carlo Sacconi
- Cardinale Edward Henry Howard
- Cardinale Mariano Rampolla del Tindaro
- Cardinale Rafael Merry del Val
- Vescovo Felice del Sordo
- Vescovo Emanuele Virgilio